# Curatella americana
Curatella americana är en tvåhjärtbladig växtart som beskrevs av Carl von Linné. Curatella americana ingår i släktet Curatella, och familjen Dilleniaceae. Inga underarter finns listade i Catalogue of Life.

## Bildgalleri

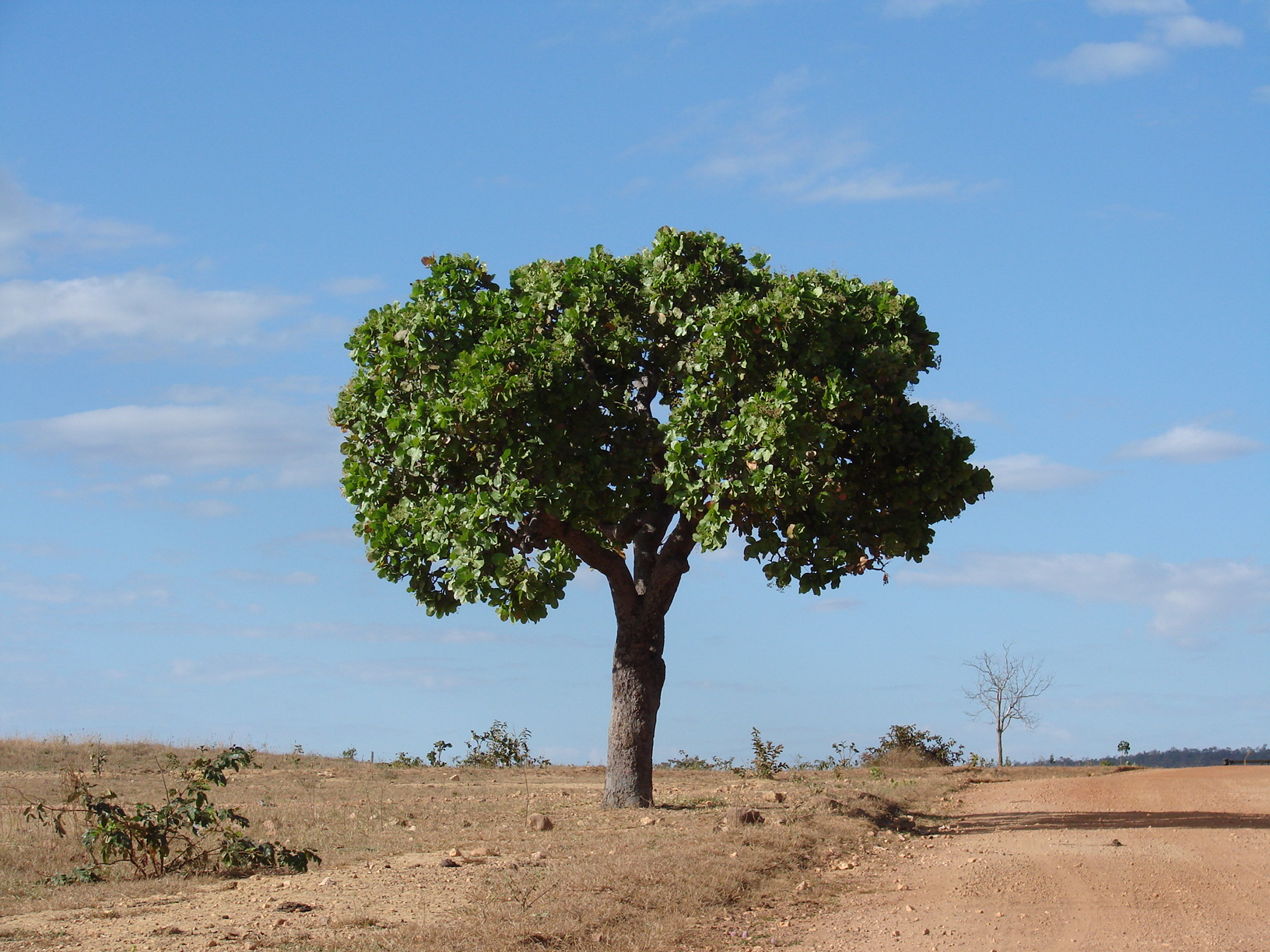
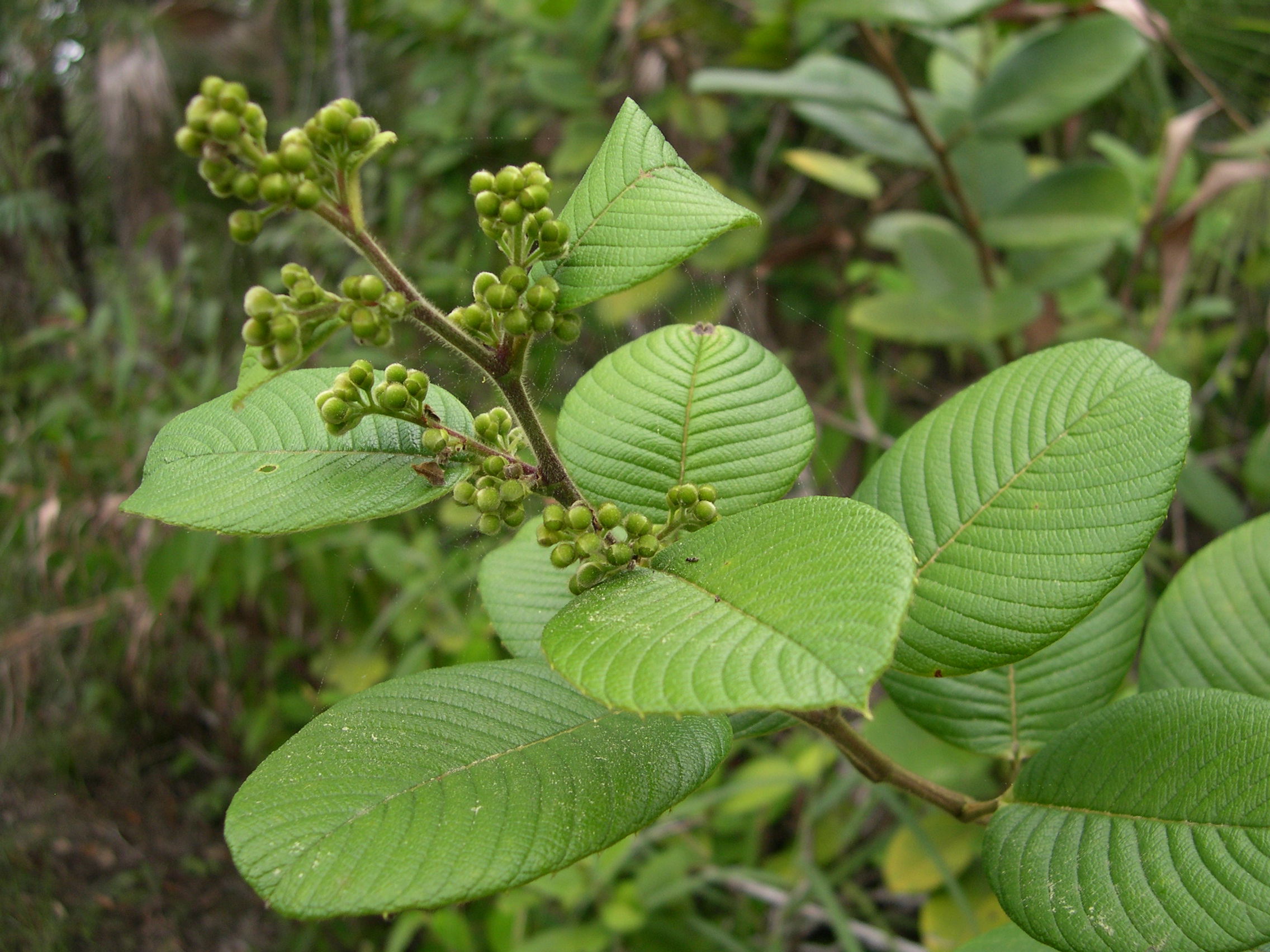